# Rendani flygplats
Rendani flygplats, även Manokwari flygplats (indonesiska: Bandar Udara Rendani), är en flygplats i regentskapet Kabupaten Manokwari provinsen Papua Barat på Nya Guinea i östra Indonesien. Rendani flygplats är belägen 7 meter över havet.
Rendani flygplats är en av de viktigaste i Papua Barat, med reguljära passagerar- och fraktflygingar i större flygplansmodeller, för att serva den större hamnstaden Manokwari och dess omnejd.

## Historia
Flygplatsen anlades under den Japanska ockuperingen av Nederländska Östindien, med andra ord inom krigsåren 1942–1945. Rendani flyfält användes som ett militärt sådant av de japanska styrkorna och blev sedermera föremål för amerikanska attacker i form av bombningar mellan 1 maj 1943 och 24 oktober 1944.

## Etymologi och logistik
Namnet Rendani kommer ifrån ett närliggande vattendrag.
Landningsbanan är asfalterad och löper i kompassriktningarna 17/35. Den är 2 000 meter lång och 45 meter bred vilket räcker för att ackommodera större flygplan som Boeing 737, Airbus A320-familjen och Embraer E-Jet, vilket är på Papua där den kuperade terrängen ofta gör det svårt att bygga längre landningsbanor. Dessutom finns inte så många städer som skulle motivera ett sådant behov.
Byn som flygplatsen är belägen i, strax sydväst om Manokwari heter heter Sowi och är ett underdistrikt (kelurahan) till Manokwari under Indonesiens administrativa indelning.

## Flygbolag
Flygbolag som flyger till Rendari flygplats inkluderar i urval;
- Batik Air
- Lion Air
- Sriwijaya Air
- Trigana Air Service
- Wings Air

varav flera flyger till Indonesiens huvudstad Jakarta.

## Galleri

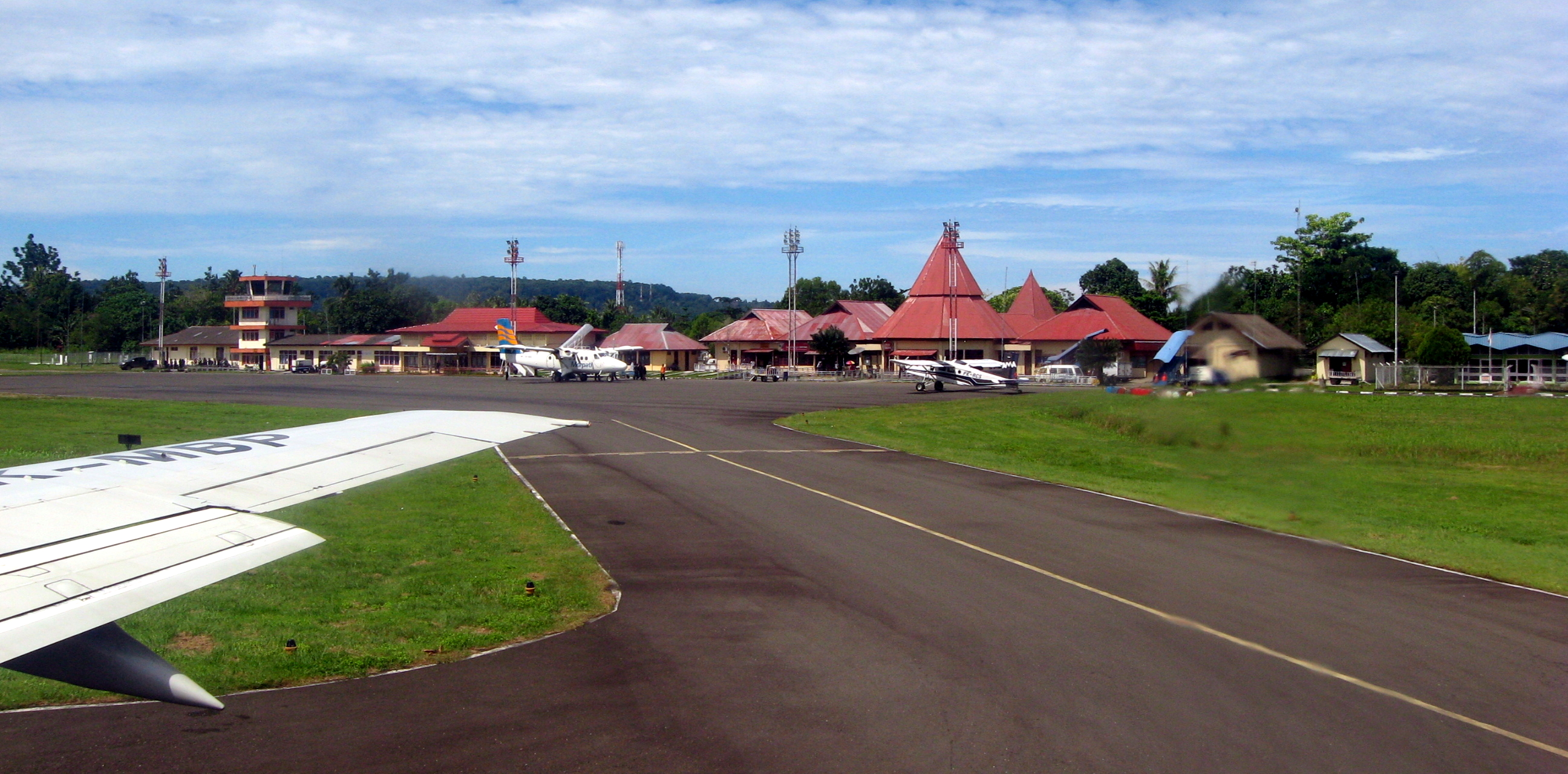
Rendani flygplats landningsbana sedd från passagerarkabinen av en De Havilland Canada DHC-6 Twin Otter, 2009.
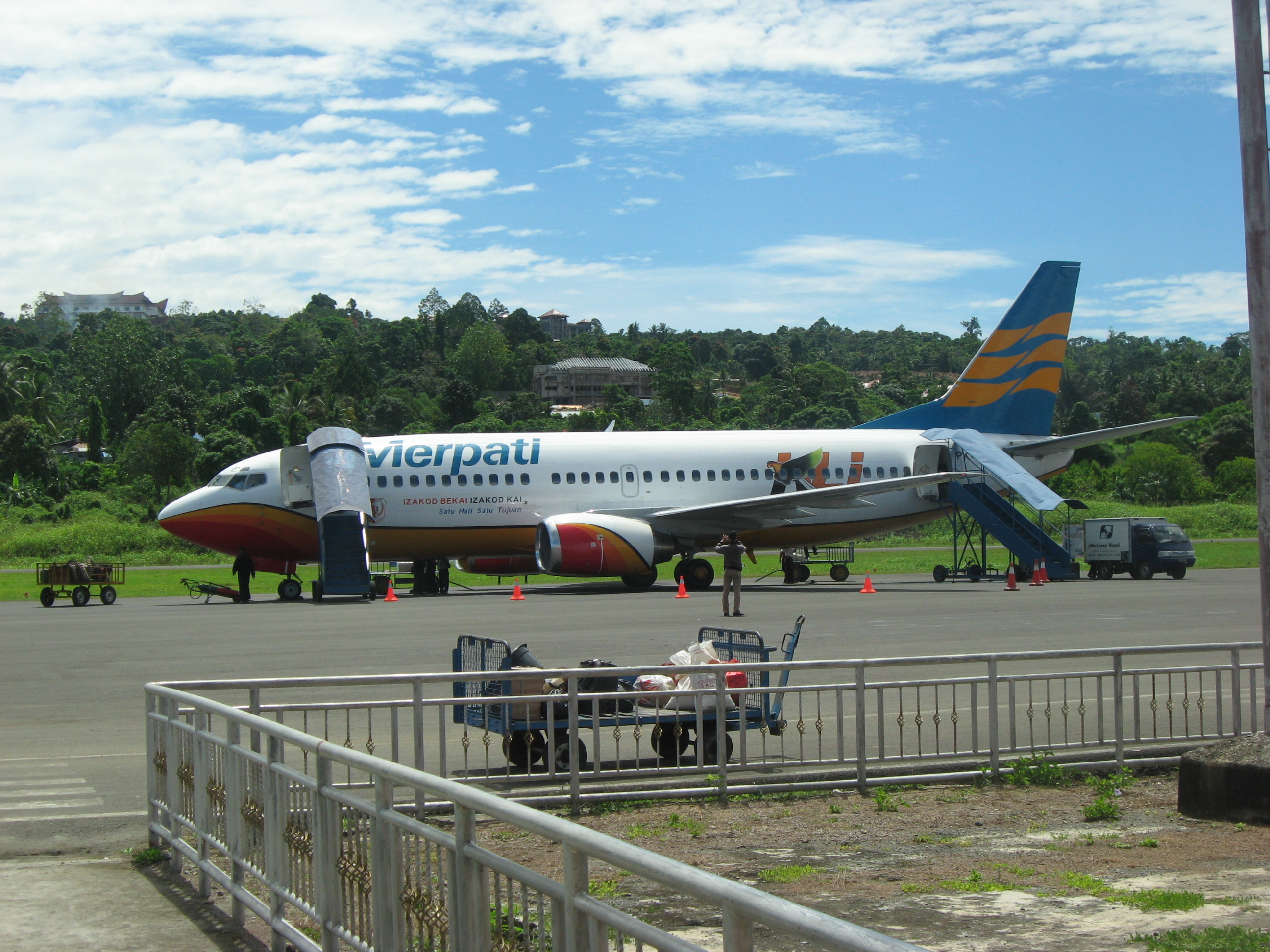
Boeing 737-500 från Merpati Nusantara Airlines parkerad på rampen, 2009.
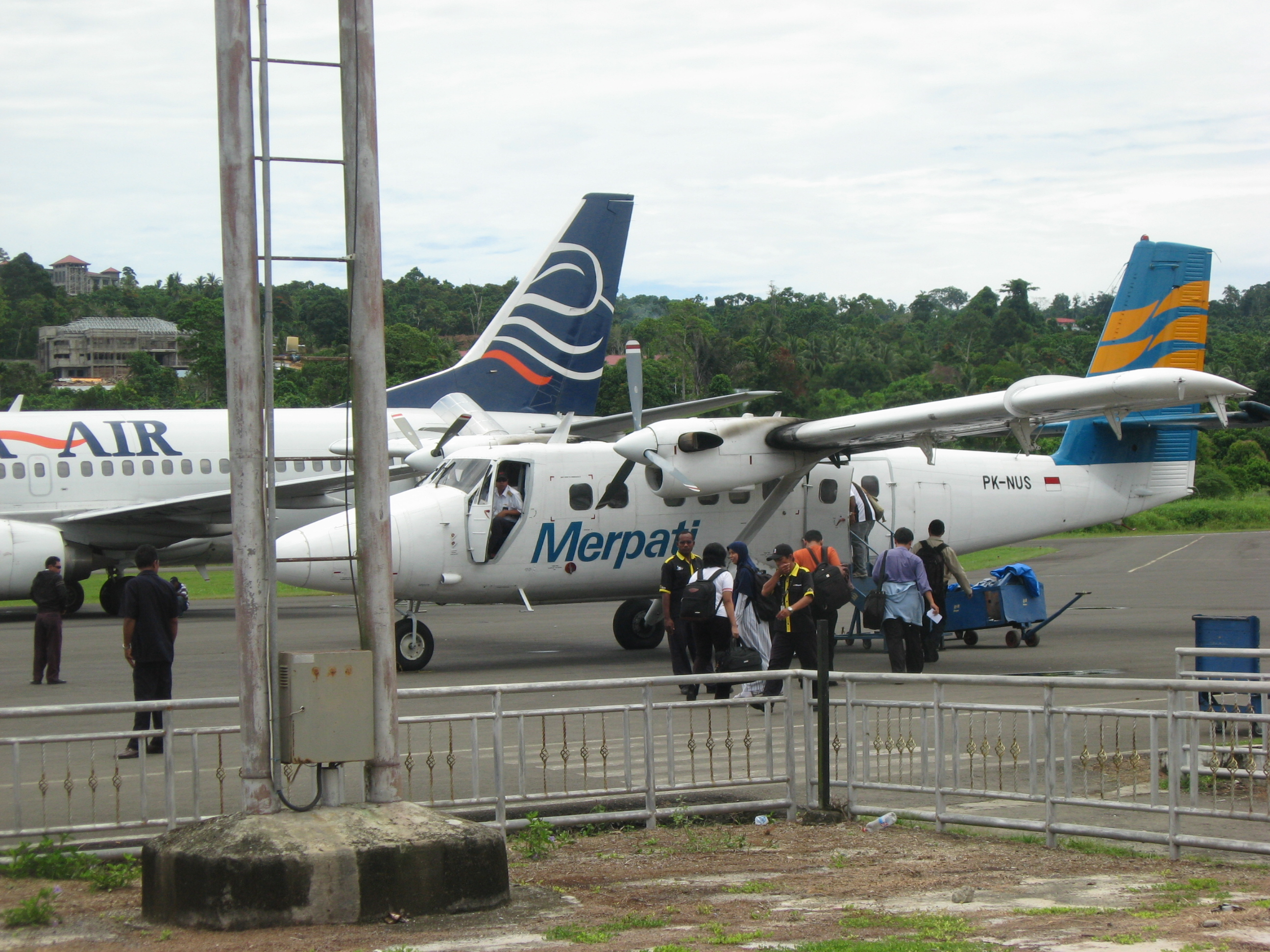
Passagerare stiger av en Twin Otter, med en Airbus A320 från Batik Air parkerad i bakgrunden, 2011
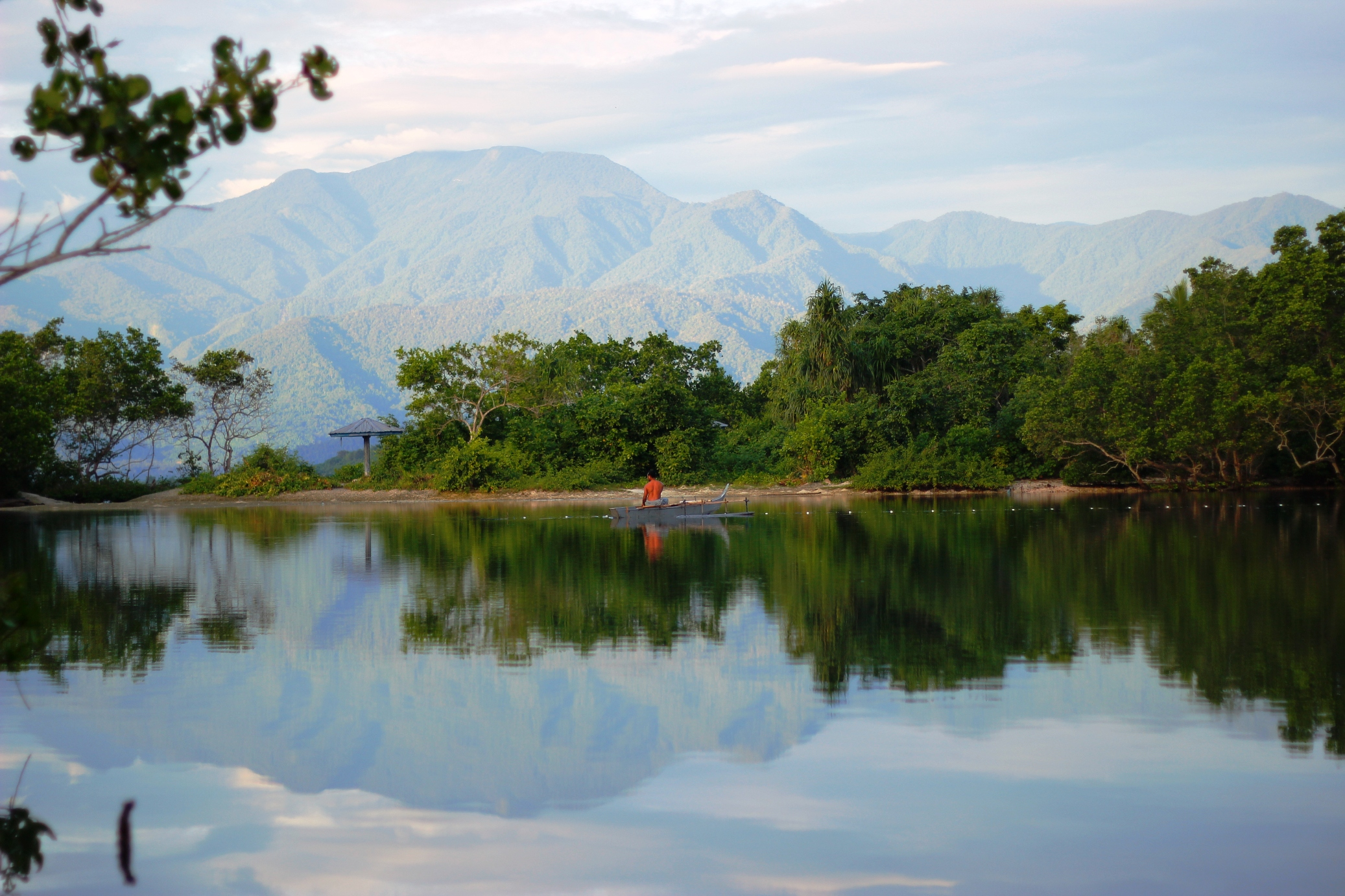
Flygplatsens omgivning med floden Rendani i fokus och berget Pegunungan Arfak i bakgrunnden, 2014.